# Ermita de la Cova Santa
L'Ermita de la Cova Santa, a Almenara, comarca de la Plana Baixa, és un lloc de culte catòlic, situat al carrer Sant Roc número 36, catalogat com Bé immoble de rellevància local, segons la Disposició Addicional Cinquena de la Llei 5/2007, de 9 de febrer, de la Generalitat, de modificació de la Llei 4/1998, d'11 de juny, del Patrimoni Cultural Valencià (DOCV Núm. 5.449 / 13/02/2007); presentant com a codi d'identificació 12.06.011-007.
L'ermita és de l'any 1782 i presenta un aspecte extern molt senzill amb façana en xamfrà, que presenta una única porta d'accés, en la part superior de la qual s'obre un Òcul en forma el·líptica i com a rematada de la façana un petit hastial que fa d'espadanya on se situa una sola campana, de 36 centímetres de diàmetre i 16 quilos de pes. El temple es diu també: Ermita de la Cova Santa i de la Santa Infància.